# 마르쿠스 클라우디우스 마르켈루스

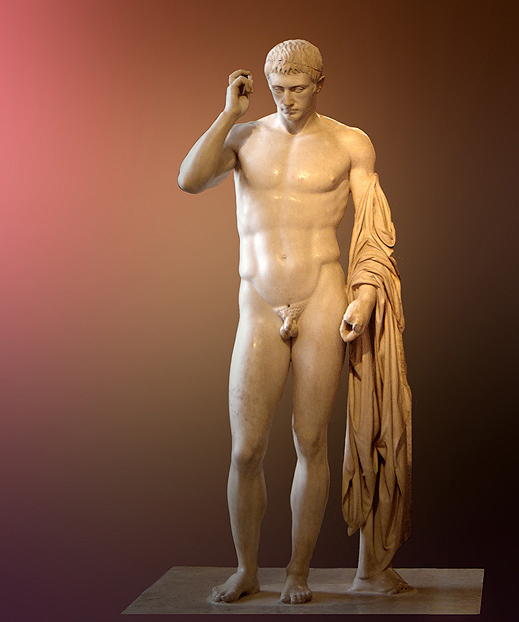
마르쿠스 클라우디우스 마르켈루스, 루브르 박물관

마르쿠스 클라우디우스 마르켈루스(Marcus Claudius Marcellus, 기원전 268년 경 - 기원전 208년)는 로마 공화정 시대의 군인이자 정치가로 제2차 포에니 전쟁에 로마군을 이끌었던 장군이다. 시라쿠사를 점령하였다.

## 생애
기원전 222년 첫 번째로 집정관에 취임한 그는 갈리아에 원정하여 승리로 이끌었다. 이때 그는 갈리아 부족장 비르도마루스와 일대일로 싸워 이겼다고 한다.
포에니 전쟁 당시에 처음에는 시칠리아에서 하스드루발 바르카와 싸웠으나 칸나에 전투 이후에는 본토 이탈리아로 돌아왔다. 기원전 214년 마르켈루스는 파비우스 막시무스와 함께 집정관이 되었고 카푸아 북쪽의 카실리나 성채를 탈환함으로써 명성을 얻었다. 이로써 한니발은 캄파니아 지방에서 중요한 요충지를 잃게 되었다. 이후 마르켈루스는 시칠리아의 시라쿠사 공략에 집중했다.
당시 시라쿠사에는 아르키메데스가 고안한 여러 가지 신무기를 활용하여 로마군을 괴롭히고 있었다. 기원전 213년 1년여의 공격에도 시라쿠사는 함락되지 않았으나 이듬해 212년 아르테미스 축제로 성벽의 경비병의 감시가 소홀한 틈을 타서 결국 성벽의 공략에 성공하고 이듬해인 기원전 211년 완전히 함락시켰다.
플루타르코스에 따르면 이때 마르켈루스는 아르키메데스가 비록 적이지만 그의 명성을 잘 알고 있었기에 절대로 죽이지 말고 산 채로 잡아오라고 명령을 내렸다고 한다. 한편 시라쿠사 함락의 혼란 와중에서도 아르키메데스는 수학문제를 푸는 데 열중하고 있었다가 본인의 자택에 로마병사가 침입했고, 아르키메데스는 그에게 "이 문제를 풀게 조용히 좀 해 다오!"라고 했으나, 그가 아르키메데스라는 걸 못 알아본 그 병사에 의해 살해당했다고 한다. 한편 뒤늦게 현장에 온 마르켈루스는 아르키메데스의 죽음을 보고 몹시 슬퍼했고, 그를 죽인 병사를 채찍형에 처했다고 한다. 당시 시라쿠사에는 수많은 그리스 예술품이 있었는데, 마르켈루스는 그리스 문화에 대한 이해가 깊어 로마군의 약탈 속에서도 많은 그리스 문화재와 미술품을 보호하고 로마로 옮겼다.
기원전 210년 마르켈루스는 다시 한 번 집정관에 선출되고 로마 본토에서 한니발과 2년여에 걸친 추격과 대결을 벌였다. 두 장군의 전투에서는 한니발이 좀 더 유리했으나 마르켈루스는 불굴의 의지로 한니발을 괴롭혔고 한니발은 상당히 고전을 면치 못했다. 기원전 208년 마르켈루스는 다시 한 번 집정관에 취임하고 한니발을 계속 쫓았다. 그러던 어느날 우연히 정찰을 나갔다가 한니발의 누미디아 기병에게 발각되어 전사했다.
한니발은 그의 장례를 정중히 치르게 하고 그의 유골을 돌려보냈다고 한다.